# Nipissing Ouest
Nipissing Ouest (franska) eller West Nipissing (engelska) är en kommun (municipalité, municipality) i Kanada. Den ligger i provinsen Ontario, i den sydöstra delen av landet, 300 km väster om huvudstaden Ottawa. Vid folkräkningen 2021 hade kommunen 14 583 invånare, huvudsakligen fransktalande.